# Supermarine Swift
Supermarine Swift – brytyjski samolot myśliwski i myśliwsko-rozpoznawczy z lat 50. XX wieku. Z powodu niedopracowanej konstrukcji, służył krótko jako myśliwiec w lotnictwie brytyjskim Royal Air Force w latach 1954–1955, zastąpiony w dywizjonach bojowych przez bardziej udanego Hawkera Huntera. Dłużej – do początku lat 60. służył jako samolot myśliwsko-rozpoznawczy w brytyjskich dywizjonach stacjonujących w Niemczech. Stanowił jednomiejscowy poddźwiękowy dolnopłat o skośnych skrzydłach, napędzany jednym silnikiem odrzutowym. Zbudowano ogółem 177 sztuk. Nigdy nie został użyty w walce.

## Historia powstania
Swift wywodził się z kilku prototypów, na których wypróbowywano różne warianty silnika i konstrukcji. W odpowiedzi na wymagania Ministerstwa Lotnictwa na myśliwiec przechwytujący numer F.43/46, następnie F.3/48, firma Vickers-Armstrongs Supermarine opracowała projekt typ 526, lecz nie został on zamówiony. W tym samym czasie jednak został zbudowany według eksperymentalnych wymagań E.41/46 doświadczalny samolot typ 510 (Type 510) – rozwojowa wersja samolotu Supermarine Attacker, który był pierwszym brytyjskim samolotem o skośnych skrzydłach i skośnym usterzeniu. Jego prototyp numer VV106 został oblatany 28 grudnia 1948 roku i otrzymał nieoficjalną nazwę „Swift” (pol. „zwinny”). Zachowano w nim zmodyfikowany kadłub z Attackera oraz silnik odrzutowy Rolls-Royce Nene 2 i klasyczne podwozie z kółkiem ogonowym. 

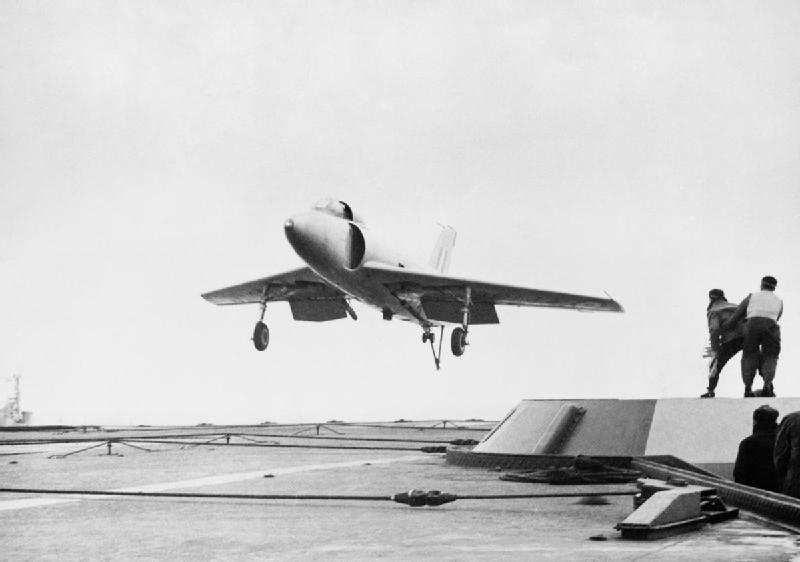
Prototyp typ 510 (VV106) „Swift” podczas prób na lotniskowcu

Drugi doświadczalny prototyp (nr VV119) został oblatany 27 marca 1950 roku, oznaczony pierwotnie jako typ 528, lecz wkrótce został przebudowany jako typ 535, z podwoziem trójkołowym, wydłużonym nosem kadłuba i silnikiem Nene z dopalaczem. Na podstawie wyników prób, lotnictwo zamówiło w październiku 1950 roku dwa prototypy jego wersji rozwojowej myśliwca typ 541, który otrzymał już oficjalną nazwę Swift. Napęd zmieniono na silnik Rolls-Royce Avon ze sprężarką osiową, o mniejszej średnicy od silnika Nene ze sprężarką odśrodkową, lecz mimo to pękaty kadłub nie uległ istotnym zmianom. Głównym pilotem testowym programu typ 510/535/541/Swift był Mike Lithgow, większość oblotów miała miejsce na lotnisku fabrycznym w Chilbolton.
W związku ze wzrostem napięcia między ZSRR a NATO po wybuchu wojny koreańskiej, samolot został pospiesznie wprowadzony do produkcji i pierwszą serię 100 myśliwców Swift zamówiono już w listopadzie 1950 roku, jeszcze przed oblotem prototypu. Pierwszy prototyp typ 541 (nr WJ960) został oblatany w ośrodku testowym Boscombe Down 1 sierpnia 1951 roku. Drugi prototyp WJ965, oblatany 14 lipca 1952 roku, miał kabinę przesuniętą bardziej do przodu, skrócony nos i inne ulepszenia (rozbił się on 10 listopada 1953 roku, przy próbach na małej prędkości). W 1952 roku program samolotu Swift został zaliczony przez brytyjski rząd do „superpriorytetowych” (Superpriority).

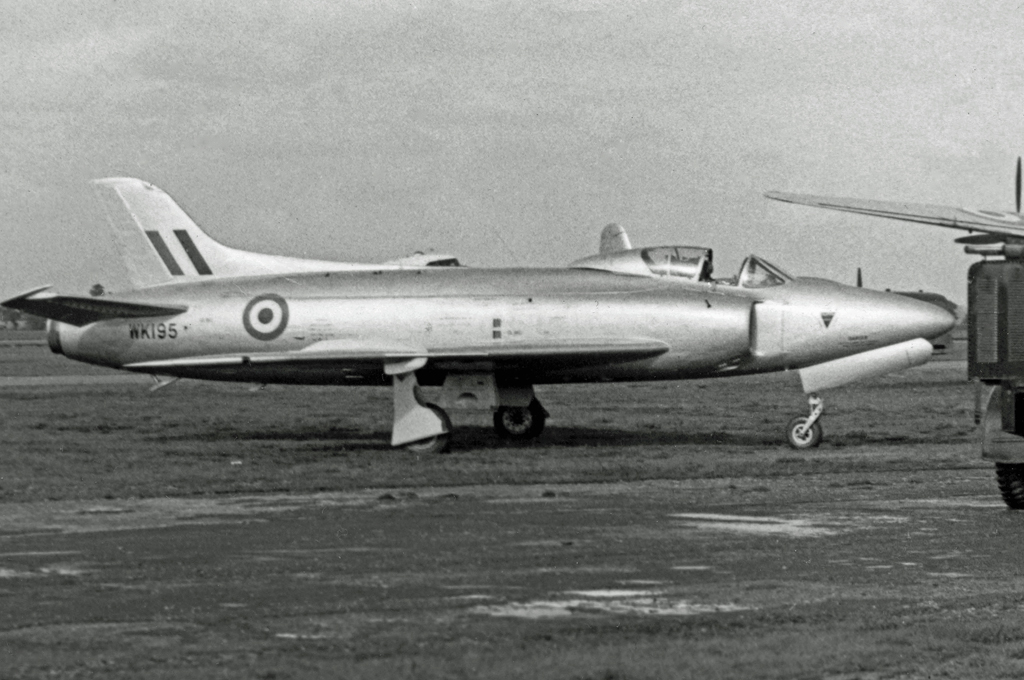
Swift F.Mk 1 (WK195)

## Produkcja i rozwój
Pierwszą wersją produkcyjną był Swift F.Mk 1 (Fighter (myśliwiec) Mark 1 (model 1), w skrócie: F.1). Pierwszy samolot produkcyjny oblatany został 25 sierpnia 1952 roku. Pierwsze dwa samoloty (WK194 i 195), zbudowane jak ich poprzednicy w warsztatach doświadczalnych Supermarine w Hursley Park, posłużyły jednak do dalszych prób. Kolejne samoloty były budowane już w fabryce w South Marston, począwszy od marca 1953 roku. Wyprodukowano ogółem 20 samolotów tej wersji. Ich uzbrojenie stanowiły dwa działka 30 mm ADEN. Swifty Mk 1, które dopuszczono do służby w styczniu 1954 roku, były pierwszymi myśliwcami ze skośnym skrzydłem w służbie brytyjskiej.
Wersja F.Mk 2, oblatana w grudniu 1952 roku, miała dodatkowe dwa działka ADEN, których amunicja mieściła się w wydłużonych do przodu przykadłubowych częściach skrzydeł. Stąd, krawędź natarcia skrzydła miała od tej wersji niejednolity skos, większy przy kadłubie, zamiast prostej. Zbudowano 16 samolotów Mk 2. Zmodyfikowane skrzydło spowodowało jednak problemy ze statecznością wzdłużną – tendencję do podrywania nosa samolotu, prowadzącego do przeciągnięcia. Tylko częściowo polepszyło sytuację zastosowanie grzebieni i generatorów wirów na skrzydłach. Samoloty F.Mk 3, zbudowane w liczbie 25, zostały wyposażone w silniki RR Avon RA.7R z dopalaczem (pierwszy lot na początku 1953 roku). Nie weszły one już jednak do służby operacyjnej.
Wersja F.Mk 4 wprowadziła skrzydła z uskokiem na krawędzi natarcia, co wyeliminowało wreszcie kłopoty ze statecznością wzdłużną. Wprowadzono ponadto wyższy statecznik, aby skompensować nowo wprowadzony podkadłubowy zbiornik paliwa. Pierwszy jej prototyp (WK198), o oznaczeniu fabrycznym typ 546, jeszcze nie posiadający wszystkich modyfikacji, został przebudowany z samolotu Mk 1. Wersja ta miała być ostatecznie dopracowaną wersją myśliwca i być skierowana do produkcji seryjnej, lecz zbudowano ostatecznie tylko 8 sztuk, z czego większość przebudowano później na inne wersje.
Następną i jedyną produkowaną w większej liczbie wersją był FR.Mk 5 (typ 549) – samolot myśliwsko-rozpoznawczy o przedłużonym nosie, w którym zamontowane były kamery; z uzbrojeniem zmniejszonym do dwóch działek (FR – fighter-reconnaissance – myśliwsko-rozpoznawczy). Prototyp (przebudowany z Mk 1) odbył pierwszy lot 27 maja 1955 roku, a wyprodukowano ich 90 oraz 4 przebudowano z Mk.4. Część samolotów powstała przez modyfikacje rozpoczętych Mk 4 od razu na linii produkcyjnej. Kolejna wersja PR.Mk 6 (typ 550) była wersją czysto rozpoznawczą pozbawioną uzbrojenia (PR – photo reconnaissance), opartą na płatowcu Mk 4, lecz w 1955 roku jej program przerwano przed ukończeniem prototypu. 
Ostatni model Swift F.Mk 7 powstał dla celów rozwoju programu pocisków kierowanych powietrze-powietrze Fireflash i był pierwszym brytyjskim myśliwcem uzbrojonym w pociski kierowane. Pierwszy z dwóch prototypów oblatano 29 marca 1956 roku, a powstało ogółem 14 samolotów tej wersji.
Ze względu na różne problemy związane z niedopracowaną konstrukcją, wersje Mk 1 i Mk 2 zostały – po kilku katastrofach (w tym jednym wypadku śmiertelnym) – uziemione w maju 1954 roku na dwa miesiące, i ponownie w sierpniu. Kolejne wersje Mk 3 i zwłaszcza Mk 4 były bardziej dopracowane i miały lepsze osiągi dzięki dopalaniu, jednakże samolot nadal nie był satysfakcjonujący, przede wszystkim pod względem manewrowości. W konsekwencji, 15 marca 1955 roku anulowano dalszą produkcję wersji myśliwskich i zdecydowano wycofać je z uzbrojenia, zwłaszcza w obliczu wprowadzenia do służby udanych myśliwców Hawker Hunter, które znacznie przewyższały Swifta manewrowością. Sukces tej ostatniej konstrukcji i koniec wojny koreańskiej spowodował przerwanie dalszych prac na Swiftem. Wybudowano 177 (łącznie z prototypami) z zamówionych 520 maszyn.

## Służba

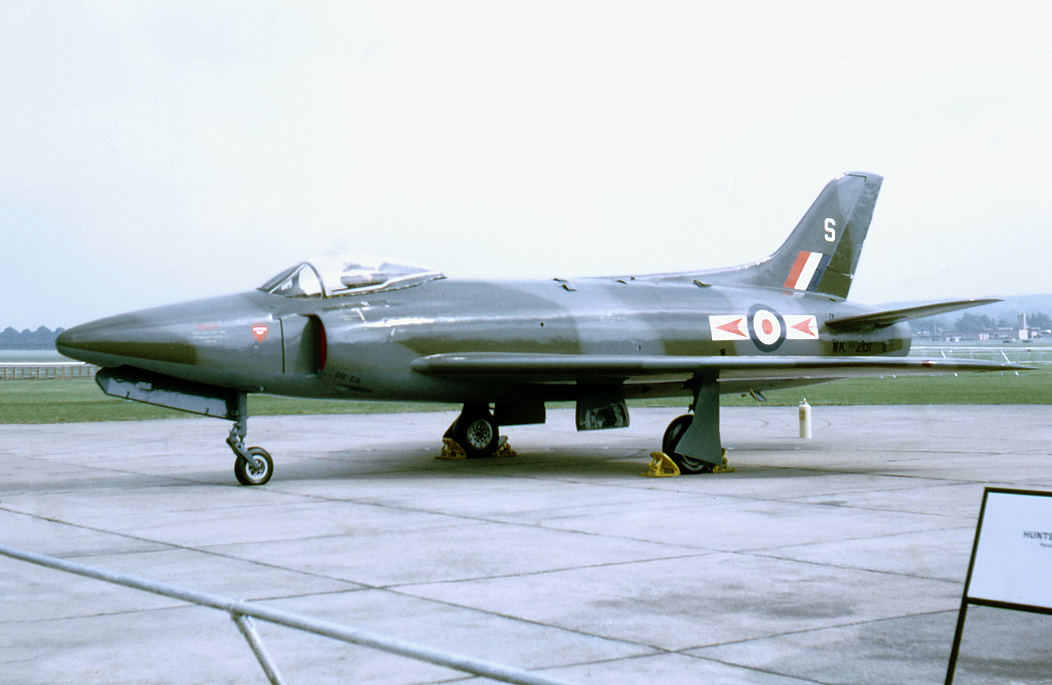
Swift FR.5 z 79. Dywizjonu RAF

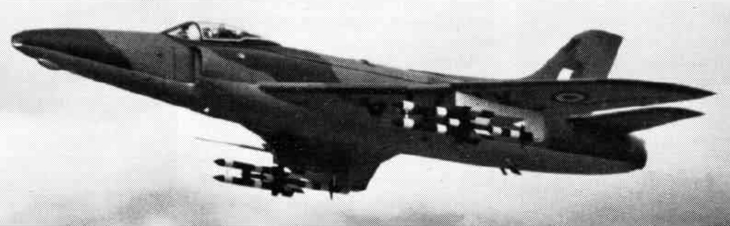
Swift F.7 z pociskami Fireflash

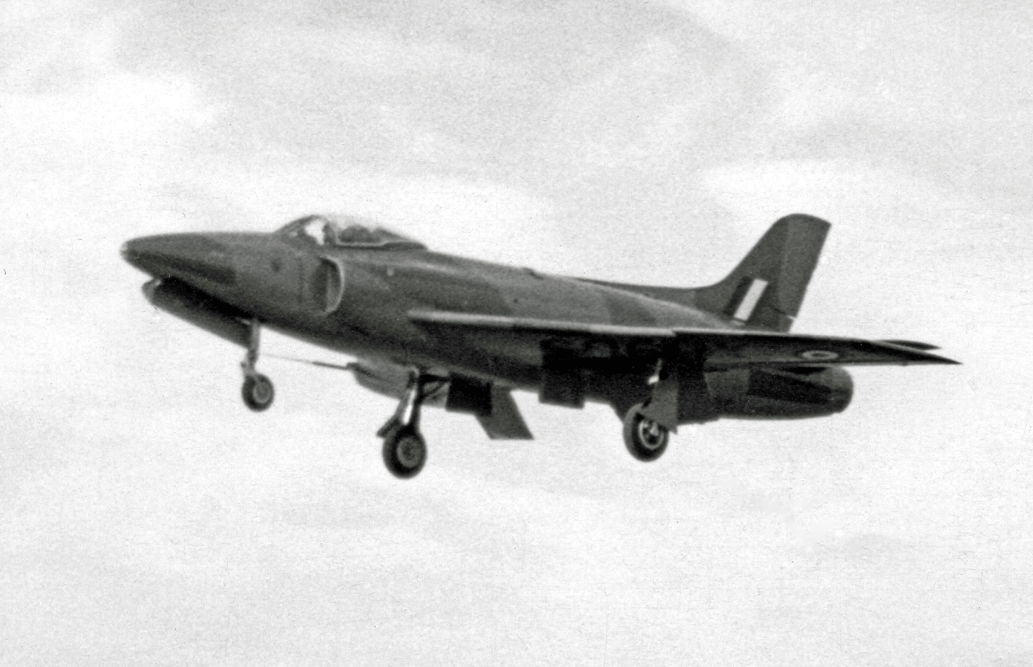
Swift FR.5 podchodzący do lądowania

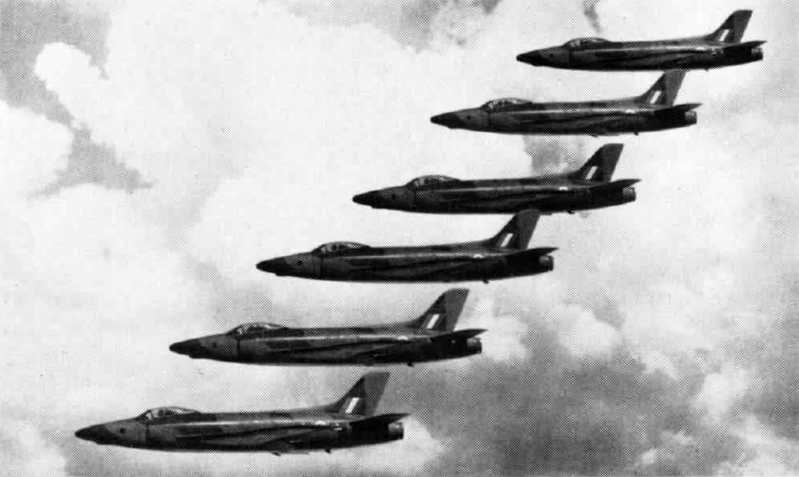
Formacja Swiftów FR.5 z 2. Dywizjonu RAF

Wersje myśliwskie F.1 i F.2 używane były tylko w 56. Dywizjonie RAF w Waterbeach od lutego 1954 roku (F.2 od sierpnia 1954 r.), do marca 1955 roku, kiedy zostały zastąpione przez Huntery. Z powodu wycofania myśliwców tego typu, nie wprowadzono w ogóle do użytku wersji F.3 i większość z nich przeznaczono, wraz z wycofanymi wcześniejszymi modelami, do szkolenia techników naziemnych.
Samoloty myśliwsko-rozpoznawcze FR.Mk 5 weszły w 1956 roku na wyposażenie dwóch dywizjonów RAF bazujących w Niemczech Zachodnich: 2. i 79., zastępując Gloster Meteor FR.Mk 9 (od lutego 1956 roku w 2. Dywizjonie w Geilenkirchen, a następnie w Jever i od czerwca 1956 roku w 79. Dywizjonie w Wunstorf, następnie Gütersloh, przemianowanym z początkiem 1960 roku na 4. Dywizjon). Wycofano je w marcu 1961 roku i zastąpiono przez Huntery FR.10. Początkowo samoloty te sprawiały sporo problemów technicznych, później zostały one w większości opanowane. Z podwieszanymi bombami lub niekierowanymi pociskami rakietowymi mogły pełnić także zadania uderzeniowe. W maju 1957 roku 79. Dywizjon zajął pierwsze, a 2. Dywizjon drugie w zawodach rozpoznania lotniczego NATO Royal Flush II w Laarbruch, podobnie w zawodach Royal Flush IV w 1959 roku w Eindhoven. 79. Dywizjon zwyciężył także w zawodach Sassoon Trophy obejmujących tylko brytyjskie jednostki w RFN w marcu 1959 roku. FR.Mk 5 był pierwszym samolotem w służbie brytyjskiej wyposażonym w dopalacz.
Na samolotach F.Mk 7 prowadzono początkowo w latach 1956–1957 testy pocisków Fireflash. W 1957 roku dopuszczono pocisk do ograniczonego użytku – w praktyce jednak tylko do szkolenia i zdobywania doświadczeń. W marcu 1957 roku sformowano 1. Dywizjon Rozwoju Broni Kierowanych (No.1 Guided Weapons Development Squadron) w bazie RAF Valley, który używał samolotów F.Mk 7 do listopada 1958 roku, dokonując odpaleń nad Zatoką Cardigan. Były to pierwsze myśliwce przenoszące pociski kierowane w brytyjskiej służbie. Samolot ten oceniano jako stabilną platformę do wystrzeliwania pocisków.
Samolot Swift pobił kilka rekordów, w tym rekord prędkości absolutnej 1183,7 km/h 25 września 1953 r. (pilot Mike Lithgow na prototypie F.Mk 4 nr WK198 w Libii; rekord ten został jednak wkrótce pobity przez Douglas F4D Skyray). Był to przy tym ostatni rekord prędkości absolutnej należący do seryjnie produkowanej maszyny brytyjskiej.
Sześć wycofanych Swiftów, rozmieszczonych w różnych odległościach od punktu epicentrum, zostało użytych podczas testów bomb atomowych na poligonie w Maralinga w Australii.
Podczas krótkiej kariery samolotów, były one demonstrowane na kilku pokazach lotniczych, jak Farnborough we wrześniu 1953 roku (Mk 3) i we wrześniu 1954 roku (prototyp Mk 4) oraz na Salonie Paryskim w lipcu 1953 roku (Mk 3). Po pięć samolotów wzięło udział w przelocie z okazji koronacji Elżbiety II 15 lipca 1953 roku i w rocznicę bitwy o Anglię 13 września 1954 roku.
Program Supermarine Swift jest potocznie uważany za spektakularną porażkę, co nie do końca jest opinią zasłużoną. Problemy techniczne spowodowały, że stał się przedmiotem zaciętej krytyki prasowej już w czasie wejścia do służby. Przyczyną takiego stanu rzeczy było zbyt szybkie wdrożenie samolotu do produkcji, bez zbadania i usunięcia głównych wad na etapie prób prototypów, co było spowodowane napięciem w stosunkach międzynarodowych i konstatacją, że podstawowe brytyjskie myśliwce Gloster Meteor nie mogą skutecznie walczyć z radzieckimi MiG-15 podczas walk w Korei. Wydawało się przy tym z uwagi na zaawansowanie programu typów 510 i 535, że Swift będzie szybciej gotowy, niż opracowywany równolegle bardziej obiecujący Hawker Hunter. Jako myśliwiec Swift istotnie nie był udany, przede wszystkim z powodu słabej manewrowości na dużych wysokościach i przy wysokiej prędkości. Dopracowana już wersja Mk.4 mogła skutecznie działać jako myśliwiec przechwytujący bombowce jedynie do wysokości 11,5 km, lecz oceniano, że już powyżej wysokości 4,5 km ustępowała manewrowością innym myśliwcom (promień zakrętu był zbyt duży i spadała w jego trakcie prędkość). W walkach z myśliwcami na większych wysokościach Swift miał szansę jedynie atakując z zaskoczenia i wykorzystując swoją wysoką w tym czasie prędkość. W płytkim locie nurkowym samolot był w stanie przekroczyć prędkość dźwięku (maksymalnie 1,13 Ma w locie pionowym), jednakże w służbie nałożono ograniczenia prędkości wersji F.1 i F.2 do 1019 km/h (na małej wysokości) lub 0,9 Ma (na wysokościach ponad 1,5 km), oraz ograniczenia pułapu do 7620 m. Zaletą był szybki czas alarmowego startu (lepszy niż np. Sabre) i duża szybkość wznoszenia w wersjach z dopalaczem (najlepsza w tym momencie wśród brytyjskich myśliwców). Dobre osiągi wymagały jednak stałego włączenia dopalania, co powodowało szybkie zużycie paliwa. Swift okazał się mimo to dość udanym samolotem rozpoznania taktycznego, operującym z dużą szybkością na małych wysokościach, poniżej pułapu wykrywania radarów, na których jego charakterystyki były dobre i gdzie mógł także nawiązać z powodzeniem walkę z myśliwcami. Dzięki dużej wytrzymałości konstrukcji, samolot dobrze znosił szybkie loty na małej wysokości, z dużymi obciążeniami i nie doszło nigdy do awarii strukturalnych, aczkolwiek doszło do kilku wypadków z powodu problemów z silnikami.

## Opis konstrukcji

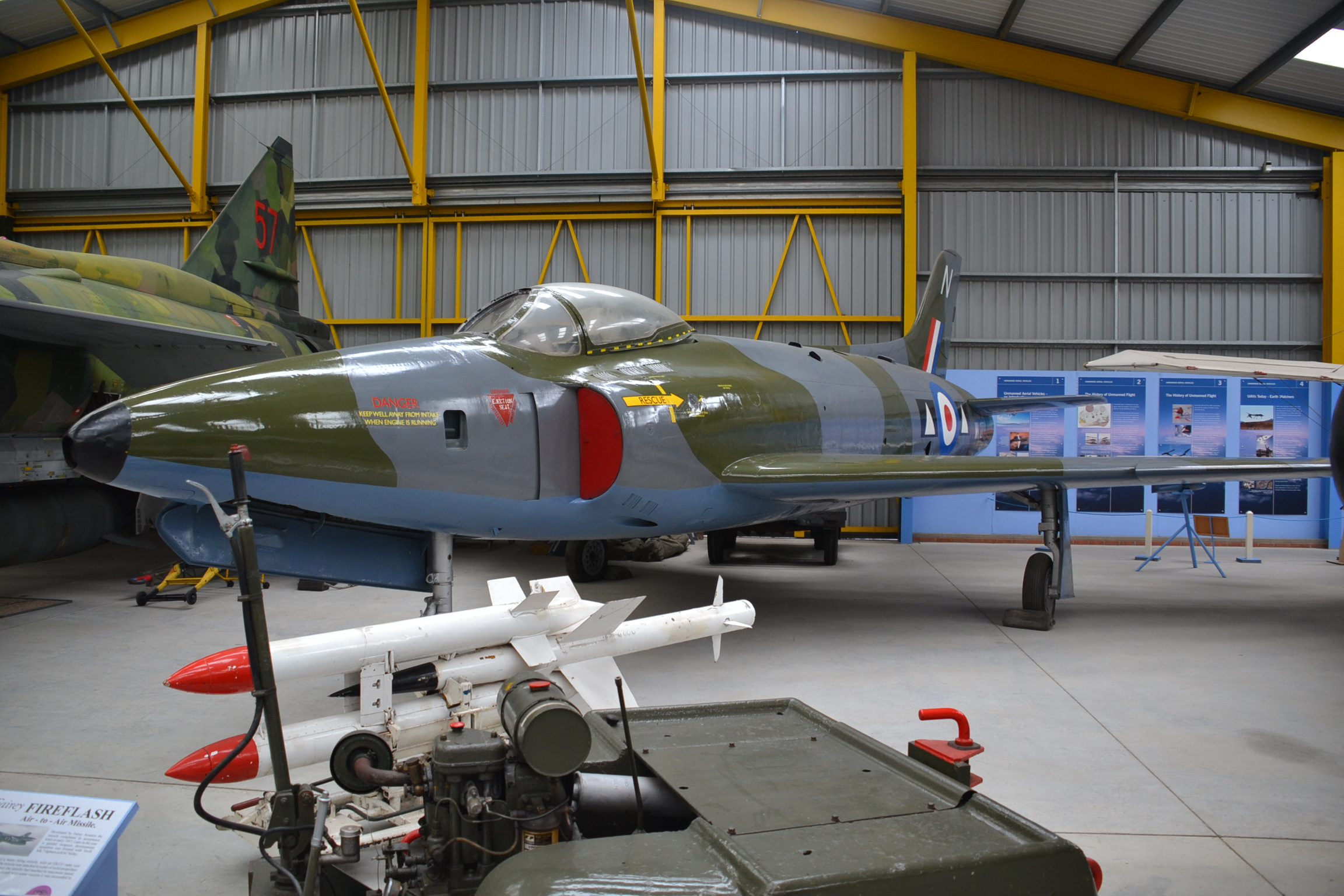
Swift FR.Mk 5 w Newark Air Museum. Widoczne okna kamer w nosie. Na pierwszym planie pocisk Fireflash (przenoszony przez wersję F.Mk 7).

Jednosilnikowy jednomiejscowy samolot myśliwski, w układzie dolnopłata. Konstrukcja kadłuba półskorupowa, oparta na wręgach i podłużnicach, poszycie metalowe z lekkich stopów. W centralnej części kadłuba mieścił się silnik odrzutowy, z dyszą w wydłużonym tyle kadłuba. Chwyty powietrza o obrysie półksiężyca w przekroju poprzecznym umieszczone były po bokach kadłuba, na wysokości kabiny. Kabina pilota w przedniej części kadłuba, ciśnieniowa, wyposażona w fotel wyrzucany Martin-Baker, ze stałym wiatrochronem i przeszkloną osłoną odsuwaną do tyłu. We wczesnych wersjach odsuwana osłona składała się z kilku szyb w ramie, od wersji FR.Mk 5 wprowadzono kroplową przezroczystą osłonę z jednego elementu.
Samolot nie posiadał stacji radiolokacyjnej. Wersja Mk 7 posiadała w wydłużonym nosie dalmierz radarowy Mk 2, współpracujący z pociskami Fireflash kierowanymi w wiązce prowadzącej. W wersji FR.Mk 5 w nosie kadłuba zamontowane były trzy kamery Vinten F.95 do zdjęć ukośnych – dwie skierowane na boki i jedna do przodu.
Napęd stanowił silnik turboodrzutowy ze sprężarką osiową Rolls-Royce Avon: RA.7 w wersjach Mk 1 i 2 (ciąg 33,3 kN), RA.7R w Mk 3 i 4 (33,3 kN), Avon 114 w Mk 5 (31,9 kN, 42 kN z dopalaniem) i Avon 116 w Mk 7 (33,6 kN, 44,2 kN z dopalaniem). Zbiorniki paliwa umieszczone były w kadłubie (dwa za kabiną oraz jeden za silnikiem, wokół dyszy) i w krawędziach natarcia skrzydeł, o łącznej pojemności 2301 l (Mk 5). Od wersji Mk 4 można było przenosić konforemny zbiornik paliwa 1000 l (220 galonów) o kroplowym kształcie pod kadłubem.
Skrzydło skośne, z krawędzią natarcia prostą pod kątem 40° w wersji Mk 1 lub załamaną do wewnątrz w kolejnych wersjach (o większym skosie w pobliżu kadłuba). Od wersji Mk 4 wprowadzono uskok krawędzi natarcia (tzw. „psi ząb”). Skrzydła konstrukcji dźwigarowej, półskorupowej. Skrzydła wyposażone były w klapy krokodylowe na krawędzi spływu, służące także jako hamulce aerodynamiczne. W wersji Mk 7 wydłużono końcówki skrzydeł, zwiększając rozpiętość o 1,07 m (do 10,93 m) i powierzchnię do 32,36 m².
Uzbrojenie stanowiły w wersji Mk 1 dwa działka 30 mm Aden w dolnej części kadłuba, pod chwytami powietrza, z zapasem po 200 nabojów, a od wersji Mk 2 cztery takie działka, z zapasem po 150 nabojów. W wersjach Mk 5 i Mk 7 ponownie stosowano dwa działka. W wersji Mk 4 i 5 można było przenosić dwie bomby o masie do 454 kg lub maksymalnie 16 podwieszanych pojedynczo niekierowanych pocisków rakietowych powietrze-ziemia (normalnie 8). Wersja Mk 7 przenosiła dwa pociski kierowane powietrze-powietrze Fireflash.
Podwozie trójpodporowe, z pojedynczymi kołami. Podwozie główne składane do skrzydeł w kierunku do osi kadłuba, podwozie przednie składane do przodu.

## Lista wersji i prototypów
- Supermarine Type 510 Swift – samolot doświadczalny z 1948 r. (1 – nr VV106), silnik Rolls-Royce Nene 2[43]
- Supermarine Type 517 Swift – samolot doświadczalny przebudowany w 1953 r. (1 – nr VV106), ruchoma dysza wylotowa[43]
- Supermarine Type 528 – drugi samolot doświadczalny z 1950 r. (1 – nr VV119), silnik Rolls-Royce Nene NR.2 z dopalaczem[43]
- Supermarine Type 535 – drugi samolot doświadczalny przebudowany w 1950 r. (1 – nr VV119), silnik Rolls-Royce Nene NR.2 (22,7 kN) z dopalaczem, podwozie trójkołowe[44]
- Supermarine Type 541 – prototypy myśliwca z 1951 r. (2 – WJ950, WJ955), silnik Rolls-Royce Avon RA.7 (33,3 kN)[44]
- Supermarine Swift F.Mk 1 – myśliwiec z 1952 r. (20 sztuk), silnik Avon RA.7, dwa działka 30 mm[45]
- Supermarine Swift F.Mk 2 – myśliwiec z 1952 r. (16 sztuk), silnik Avon RA.7, cztery działka 30 mm, zmodyfikowane skrzydła[45]
- Supermarine Swift F.Mk 3 – myśliwiec z 1953 r. (25 sztuk), silnik Avon RA.7R z dopalaczem (33,3 kN)[45]
- Supermarine Swift F.Mk 4 – myśliwiec z 1953 r. (8 sztuk i 1 przebudowany z Mk 1), silnik Avon RA.7R z dopalaczem, skrzydła z uskokiem[45]
- Supermarine Swift FR.Mk 5 (Type 549) – samolot myśliwsko-rozpoznawczy z 1955 r. (90 sztuk i 4 przebudowane z Mk 4), silnik Avon 114 (31,9 kN, 42 kN z dopalaniem)[46]
- Supermarine Swift PR.Mk 6 (Type 550) – samolot rozpoznawczy z 1955 r., anulowany[47]
- Supermarine Swift F.Mk 7 – myśliwiec z 1956 r. (14 sztuk i 1 przebudowany z Mk 4), silnik Avon 116 (33,6 kN, 44,2 kN z dopalaniem), pociski kierowane Fireflash[46]

## Zachowane
- VV106 (Supermarine Type 517) – RAF Cosword Museum (stan na 1992 r.)[4]
- WK198 (rekordowy prototyp F.4 – sam kadłub) – pierwotnie w North East Aircraft Museum w Usworth, City of Sunderland[28]
- WK275 (F.4) – na terenie prywatnym Lion Motors koło Leominster, Herefordshire[28]
- WK277 (FR.5) – Newark Air Museum, Newark-on-Trent[28]
- WK281 (FR.5) – Tangmere Military Aviation Museum, Tangmere[28]
- XF114 (F.7), późniejsza rejestracja G-SWIF – baza RAF Southampton[27]